# Ҷ̊
Ҷ̊, ҷ̊ – litera rozszerzonej cyrylicy wykorzystana w języku abchaskim. W alfabecie zajmuje miejsce pomiędzy Ҷ a Ш. Służy do zapisu dźwięku [tɕʼʷ]. W języku abazyńskim została zastąpiona trójznakiem ЧӀв, a w języku rosyjskim została usunięta z alfabetu wraz z Ҷ.